# Granice (Morawica)
Granice – część wsi Morawica w Polsce, położona w województwie małopolskim, w powiecie krakowskim, w gminie Liszki.
W latach 1975–1998 Granice administracyjnie należały do województwa krakowskiego.
Granice położone są w północno-wschodniej części Morawicy przy granicy z Aleksandrowicami. Na terenie Granic położone jest miejsce obsługi podróżnych (MOP) Morawica przy A4 (kierunek: Kraków), stacja paliw PKN Orlen oraz Hotel Polin.